# Isola Borrello
L'isola Borrello (in inglese Borrello Island) è una piccola isola antartica facente parte dell'arcipelago Windmill.
Localizzata ad una latitudine di 66° 19' sud e ad una longitudine di 110°22' est, l'isola si trova poco più ad ovest dell'isola Hollin. La zona è stata mappata per la prima volta mediante ricognizione aerea durante l'operazione Highjump e l'operazione Windmill, negli anni 1947-1948. È stata intitolata dalla US-ACAN a Sebastian R. Borrello, geomagnetista del team della stazione Wilkes del 1958.